# Anas Sharbini
Anas Sharbini (* 21. Februar 1987 in Rijeka, SFR Jugoslawien) ist ein ehemaliger kroatischer Fußballspieler. Er stand lange bei HNK Rijeka unter Vertrag. In der Saison 2012/13 spielt er leihweise beim saudi-arabischen Verein Al-Ittihad.

## Karriere

### Verein
Sharbini, Sohn eines Palästinensers und einer Kroatin, begann seine Karriere in der Jugendmannschaft seines Heimatklubs HNK Rijeka. Seit 2005 spielte Anas Sharbini für erste die Mannschaft von HNK Rijeka in der kroatischen 1. HNL-Liga. Im Sommer 2009 wechselte er zu Hajduk Split. 2012 wurde er zum besten Spieler der kroatischen Liga gewählt.
2012 wechselte er auf Leihbasis zum saudi-arabischen Verein Al-Ittihad.
Ab 2013 spielte er wieder in NK Rijeka.

### Nationalmannschaft
Für kroatische Nachwuchsnationalteams bestritt Sharbiani insgesamt 29 Partien (10 Tore). Der kroatische Nationaltrainer Slaven Bilić berief ihn auf Abruf für die Euro 2008, eine Nachnominierung fand aber nicht statt. Sein Länderspieldebüt gab er am 8. Oktober 2009 in einem Freundschaftsspiel gegen Katar.

## Privates
Sharbinis Bruder, Ahmad, war auch Fußballspieler und spielte zusammen mit Anas von 2009 bis 2012 zusammen bei Hajduk Split.

## Erfolge
Titel
mit HNK Rijeka
- Kroatischer Pokalsieger: 2006, 2014
- Kroatischer Supercup: 2014

mit Hajduk Split
- Kroatischer Pokal: 2010

Auszeichnungen
- Bester Spieler der kroatischen Liga: 2012